# Groep Bontes/Van Klaveren
De Groep Bontes/Van Klaveren was een fractie in de Nederlandse Tweede Kamer die van 15 april 2014 tot 23 maart 2017 zitting had.

## Ontstaan
De groep Bontes/Van Klaveren kwam tot stand toen de Tweede Kamerleden Louis Bontes en Joram van Klaveren, die zich hadden afgescheiden van de fractie van de PVV en enige tijd twee eenmansfracties vormden, besloten samen een fractie te vormen. Van Klaveren kwam eerder al prominent in het nieuws met ideeën voor een eigen politieke partij en als mogelijk kandidaat voor het burgemeesterschap in Almere, een van de twee gemeenten waar de PVV vertegenwoordigd wordt in de gemeenteraad.
Bontes werd de eerste fractieleider. Op 1 mei 2014 werd oud-senior beleidsadviseur van Geert Wilders, Stephan Jansen, actief voor de fractie. Jansen is daarnaast lid van de Provinciale Staten van Zuid-Holland. Eerder sloot ook oud-Tweede Kamerlid Johan Driessen zich aan. Hetzelfde gold voor drie oud-persvoorlichters van Wilders. 
Op 21 juni 2014 presenteerden Bontes, Van Klaveren en Driessen de partij VoorNederland (VNL), die ze formeel op 28 mei 2014 hadden opgericht. 
Op 21 april 2015 presenteerde de politieke partij Bram Moszkowicz als lijsttrekker voor de Tweede Kamerverkiezingen van 2017. VNL-partijleider Louis Bontes was het niet eens met die keuze en kondigde aan zich na de verkiezingen te zullen terugtrekken uit de partij. Moszkowicz' carrière bij VNL duurde slechts kort: na minder dan 9 maanden werd hij op 13 januari 2016 uit de partij gezet omdat het bestuur twijfelde aan zijn politieke toewijding. Moszkowicz stelde echter dat hij uit eigen beweging was opgestapt.
De partij nam onder de naam VNL (VoorNederland) deel aan de Tweede Kamerverkiezingen op 15 maart 2017 met als lijsttrekker Jan Roos. De partij won geen zetels.